# Dietrich Becker
Dietrich Becker (1613 – Amburgo, 12 maggio 1679) è stato un violinista e organista tedesco.
Poco si sa circa l'educazione musicale di Becker. La sua prima posizione fu come organista ad Ahrensberg. Nella sua seconda posizione, al servizio della Chapelle Ducale del Duca Cristiano Luigi di Celle, si dedica principalmente al violino. Nel 1662 si stabilì ad Amburgo come violinista al servizio del Conseil de la Ville (Consiglio comunale) e nel 1667 fu nominato Maître de Chapelle (maestro di cappella).
Nel 1668 Becker dedicò al sindaco e ai membri del consiglio comunale una collezione di pezzi intitolata Musikalischen Frühlingsfrüchte. Questa collezione consisteva in sonate da camera e suite da 3 a 5 voci con basso continuo. Nel 1674 fu pubblicato Zweystimmigen Sonaten und Suiten (Sonate e Suites per due voci).